# Pop-Rock
Pop-Rock ist ein Sammelbegriff für Musikstile, die Elemente der Pop- und Rockmusik miteinander kombinieren.

## Beschreibung
Die Stücke weisen meist eine einfache Struktur, eingängige Melodien und Wiederholungen des Refrains auf. Instrumente sind hauptsächlich elektrische Gitarren, E-Bass und Schlagzeuge, elektronische Instrumente werden meist begleitend eingesetzt. Eine Eigenschaft von Pop-Rock-Stücken ist der Wechsel eher balladenhafter Strophen mit rockigeren Refrains. 
Der Musikwissenschaftler Tibor Kneif beschrieb 1980 das Genre: „Der Begriff Pop-Rock bezeichnet heute eine ins kitschige, billig Sentimentale abgleitende Richtung innerhalb der Rockmusik.“

## Künstler
Die Kategorisierung von Künstlern erfolgt subjektiv meist durch Musikjournalisten bekannter Musikzeitschriften wie dem Billboard-Magazin: In den 1970er Jahren waren bekannte Interpreten Elton John, Peter Frampton, Paul McCartney / Wings und Fleetwood Mac, während in den 1980er Jahren vor allem Billy Joel, Hall & Oates und George Michael erfolgreich waren. Eine weitere Pop-Rock-Welle entstand in den 1990er Jahren, als Interpreten wie Melissa Etheridge Erfolge hatten.